# Rhipidolestes lii
Rhipidolestes lii – gatunek ważki z rodziny Rhipidolestidae.